# Radar-Marker
Radar-Marker (Ramark) ist die Bezeichnung für eine Radarboje, die kontinuierlich und ohne externe Auslösung ein Radarsignal in Form eines Morsezeichens ausstrahlt. 
Sie gehört zur Ausrüstung besonders markanter Seezeichen wie z. B. Leuchttürmen, Feuerschiffen, Großtonnen, Leuchttonnen oder Landmarken. Die Ausstrahlung erfolgt im Frequenzband von 9,32 GHz bis 9,5 GHz. Wenn die rotierende Radarantenne eines Schiffs auf die Ramark-Bake gerichtet ist, dann erscheint auf dem Radarschirm eine vom Mittelpunkt zum Rand laufende Richtlinie.

## Kennung
Die Kennung der Bake wird als Morsesignal, bestehend aus „Strichen“ und „Punkten“ schwach keilförmig, etwa der Form der Hauptstrahlungskeule entsprechend, in radialer Richtung dargestellt. Die Kennung beginnt an der Vorderkante ihres Anfangszeichens hinter der korrekten Position. Es ist auch möglich, dass nur die Kennung des Bakenträgers auf dem Bildschirm sichtbar wird, wenn er „dicht“ hinter der Radarkimm liegt.

## Technik
Bei den Baken handelt es sich um breitbandige Radarwellensender im 3-cm- und/oder 10-cm-Wellen-Band (X-Band) mit Rundum-Antenne. Sie können durch Radaranlagen auf Schiffen schon auf eine Entfernung von 18 km bis 28 km aktiviert werden. Die Baken sind mit Empfängern ausgestattet und aktivieren sich selbst beim Empfang von Radarimpulsen der Bordradargeräte und senden dann jeweils ihre Kennung.
Daneben gibt es dauernd, bzw. in einem gewissen Takt, sendende Radar-(Markierungs-)Baken. Nur diese Baken sind im engeren Sinne Radar-Marker.
Viele Markierungsbaken senden die Kennung „—“, die im Morsealphabet dem Buchstaben „T“ entspricht. Auf dem Radarbild mit einer radialen Ausdehnung (Strich) von etwa 5 km.